# Ålskinn
Ålskinn, ålskinnsfodral, är en figurformad lång aftonklänning, urringad och ofta ärmlös. Även kallat vampfodral.
Berömda ålskinn från 1940-talet var Rita Hayworths svarta, axelbandslösa duchesseklänning i filmen Gilda (1946).